# Arend Joan Rutgers
Arend Joan Rutgers (Almelo, 20 oktober 1903 – Almen, 2 september 1998) was een Nederlands fysisch chemicus die zich vooral verdienstelijk heeft gemaakt met zijn wetenschappelijk werk op het gebied van elektrokinetische verschijnselen in colloïden en de oppervlaktechemie in het algemeen.

## Leven en werk
Rutgers volgde zijn middelbare opleiding aan de Rijks Hogere Burgerschool te Almelo en studeerde aan de Gemeentelijke Universiteit van Amsterdam (doctorandus in de scheikunde) en de Rijksuniversiteit  Leiden (doctor in de wis- en natuurkunde). In Leiden werkte hij bij Paul Ehrenfest, voor wie hij een grote bewondering had en bij wie hij ook promoveerde. In 1930 behaalde hij de doctorstitel na de verdediging van een proefschrift getiteld Bijdrage tot de theorie der thermo-elektriciteit in kristallen. In het voorwoord van dit proefschrift noemt hij de colleges en practica van onder anderen Van der Waals, Wibaut, Zeeman, Lorentz, Ehrenfest, Fokker, J.M. Bijvoet en zijn contacten met S. Goudsmit en Dirac. Het was in deze periode dat hij Hendrik Casimir ontmoette, die ook bij Paul Ehrenfest werkte. In januari 1931 ging hij terug naar Amsterdam en werd er aangesteld als hoofdassistent bij A. Michels.
In 1933 werd hij benoemd tot docent aan de Rijksuniversiteit te Gent en aldaar belast met de cursus fysische scheikunde aan de faculteit Wetenschappen. Hij werd op 1 april 1938 bevorderd tot gewoon hoogleraar. In 1945 werd hij verkozen tot buitenlands lid van de Koninklijke Vlaamse Academie voor Wetenschappen, Letteren en Schone Kunsten en in 1948 tot correspondent van de Koninklijke Nederlandse Akademie van Wetenschappen. Zijn aantreden in Gent ging niet onopgemerkt voorbij. Hij richtte naast het laboratorium voor fysische scheikunde ook nog de Leeskamer voor Tijdschriften en de glasblazerij voor de faculteit in. Rutgers en zijn groep hebben aanzienlijke vooruitgang gebracht in het kwantitatief begrijpen van elektrokinetische verschijnselen. Maar er verschenen van zijn hand ook artikelen over de thermodynamica van onscherpe faseovergangen, over reactiesnelheden en evenwichten.
Rutgers' leerboek Physische Scheikunde werd ook in Nederland een groot succes. Er verscheen al snel een tweede, sterk uitgebreide, druk. In 1954 werd dit werk in het Engels vertaald met een voorwoord van P. Debye. Rutgers bleef in Gent tot hij in 1974 met emeritaat ging. Na zijn emeritaat bleef hij nog vele jaren wetenschappelijk actief vanuit zijn woning in België. Maar toen zijn gezondheid in 1996 achteruit ging, verhuisde hij terug naar Nederland en vestigde zich in Almen.